# Alrance
Pour les articles homonymes, voir Alrance (homonymie).
Alrance est une commune française située dans le département de l'Aveyron, en région Occitanie.

## Géographie

### Localisation et communes limitrophes
La commune d'Alrance se trouve au centre du département de l'Aveyron, dans la petite région agricole du Lévézou. Elle se situe à 38 km par la route de Rodez, préfecture du département, à 52 km de Millau, sous-préfecture et à 26 km de Pont-de-Salars, bureau centralisateur du canton de Raspes et Lévezou dont dépend la commune depuis 2015. La commune fait en outre partie du bassin de vie de Réquista.
Le village est situé sur le Lévézou, pays des lacs en Aveyron, à proximité du lac de Villefranche-de-Panat et du lac de Pareloup.
Les communes les plus proches sont, : 
Villefranche-de-Panat (5,1 km), Durenque (5,7 km), Arvieu (6,8 km), Lestrade-et-Thouels (8,3 km), Auriac-Lagast (8,4 km), Salles-Curan (10,0 km), Ayssènes (10,3 km), Salmiech (10,6 km), Le Truel (10,8 km).

### Hydrographie

#### Réseau hydrographique

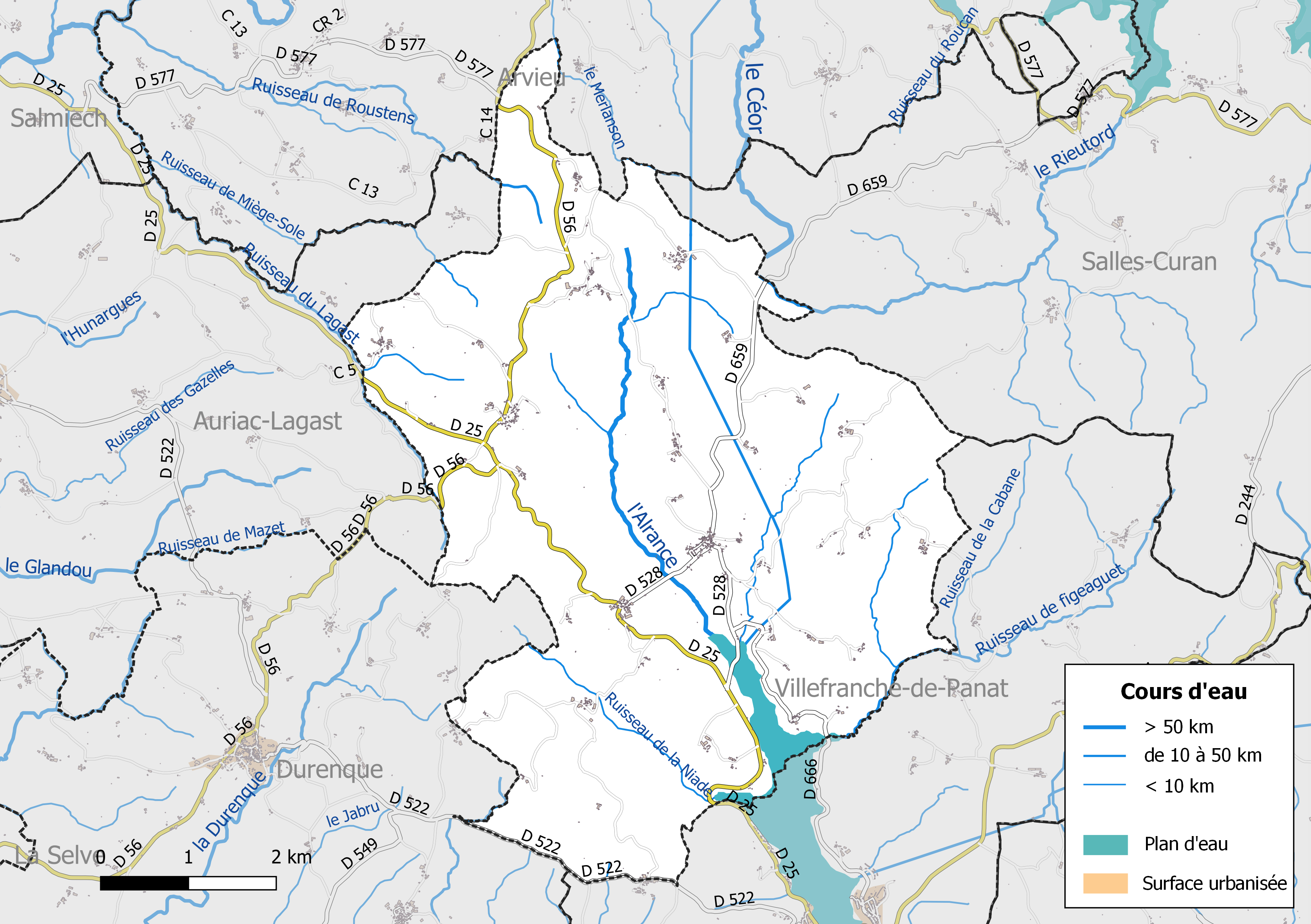
Réseaux hydrographique et routier d'Alrance.

La commune est drainée par l'Alrance, le Rieutord, la Nédouze, le ruisseau de Figeaguet, le ruisseau de Roustens, le ruisseau du Lagast, le Merlanson, le ruisseau de Canals, le ruisseau de la Groille, le ruisseau de la Niade, le ruisseau de Miège-Sole et par divers petits cours d'eau.
L'Alrance, d'une longueur totale de 26 km, prend sa source dans la commune d'Alrance et se jette  dans le Tarn à Brousse-le-Château, après avoir arrosé 5 communes.
Le Rieutord, d'une longueur totale de 10,3 km, prend sa source dans la commune de Salles-curan et se jette  dans le Vioulou à Canet-de-Salars, après avoir arrosé 4 communes.
Le lac de Villefranche-de-Panat complète le réseau hydrographique. Il fait partie de l'ensemble dit des lacs du Lévézou et présente deux plages aménagées.

#### Gestion des cours d'eau
Afin d’atteindre le bon état des eaux imposé par la Directive-cadre sur l'eau du 23 octobre 2000, plusieurs outils de gestion intégrée s’articulent à différentes échelles pour définir et mettre en œuvre un programme d’actions de réhabilitation et de gestion des milieux aquatiques : le SDAGE (Schéma directeur d'aménagement et de gestion des eaux), à l’échelle du bassin hydrographique, et le SAGE (Schéma d'aménagement et de gestion des eaux), à l’échelle locale. Ce dernier fixe les objectifs généraux d’utilisation, de mise en valeur et de protection quantitative et qualitative des ressources en eau superficielle et souterraine. Trois SAGE sont mis en oeuvre dans le département de l'Aveyron.
La commune fait partie du SAGE du bassin versant du Viaur, approuvé le 28 mars 2018, au sein du SDAGE Adour-Garonne. Le périmètre de ce SAGE couvre 89 communes, sur trois départements (Aveyron, Tarn et Tarn-et-Garonne),. Le pilotage et l’animation du SAGE sont assurés par l’établissement public d'aménagement et de gestion des eaux (EPAGE) du bassin du Viaur, une structure qui regroupe les établissements publics de coopération intercommunale à fiscalité propre (EPCI-FP) dont le territoire est inclus (en totalité ou partiellement) dans le bassin hydrographique du Viaur et les structures gestionnaires de l’alimentation en eau potable des populations et qui disposent d’une ressource sur le bassin versant du Viaur. Il correspond à l’ancien syndicat mixte du Bassin versant du Viaur,.

### Climat
Pour des articles plus généraux, voir Climat de l'Occitanie et Climat de l'Aveyron.
En 2010, le climat de la commune est de type climat océanique altéré, selon une étude s'appuyant sur une série de données couvrant la période 1971-2000. En 2020, Météo-France publie une typologie des climats de la France métropolitaine dans laquelle la commune est exposée à un climat de montagne et est dans la région climatique Sud-est du Massif Central, caractérisée par une pluviométrie annuelle de 1 000 à 1 500 mm, minimale en été, maximale en automne.
Pour la période 1971-2000, la température annuelle moyenne est de 9,8 °C, avec une amplitude thermique annuelle de 15,4 °C. Le cumul annuel moyen de précipitations est de 1 117 mm, avec 12,4 jours de précipitations en janvier et 6,4 jours en juillet. Pour la période 1991-2020, la température moyenne annuelle observée sur la station météorologique la plus proche, située sur la commune de Durenque à 6 km à vol d'oiseau, est de 10,6 °C et le cumul annuel moyen de précipitations est de 1 092,0 mm,. Pour l'avenir, les paramètres climatiques de la commune estimés pour 2050 selon différents scénarios d'émission de gaz à effet de serre sont consultables sur un site dédié publié par Météo-France en novembre 2022.

### Milieux naturels et biodiversité

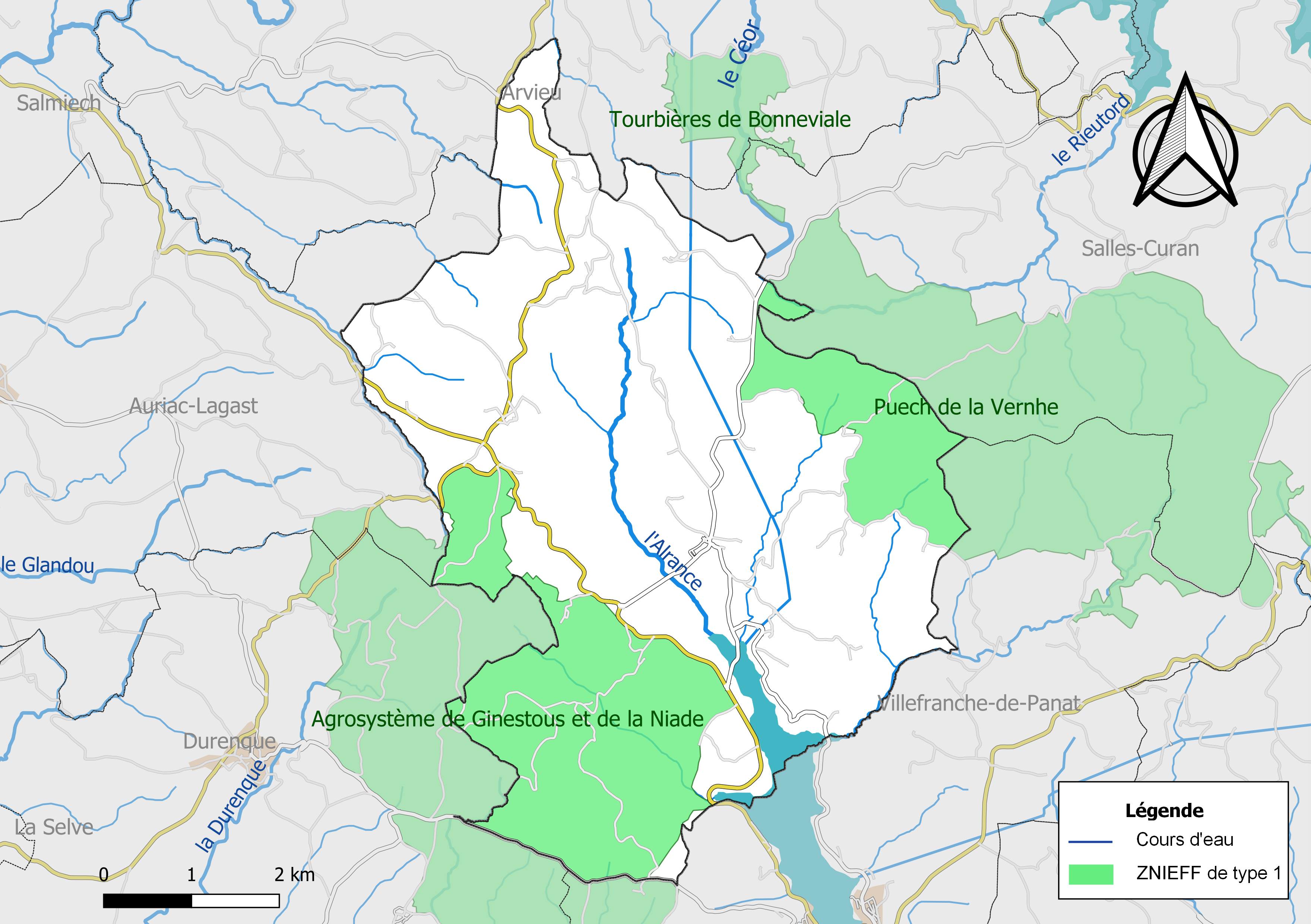
Carte des ZNIEFF de type 1 localisées sur la commune.

L’inventaire des zones naturelles d'intérêt écologique, faunistique et floristique (ZNIEFF) a pour objectif de réaliser une couverture des zones les plus intéressantes sur le plan écologique, essentiellement dans la perspective d’améliorer la connaissance du patrimoine naturel national et de fournir aux différents décideurs un outil d’aide à la prise en compte de l’environnement dans l’aménagement du territoire.
Le territoire communal d'Alrance comprend deux ZNIEFF de type 1, : 
l'« agrosystème de Ginestous et de la Niade » (1 810 ha)
et le « puech de la Vernhe » (1 651 ha).

## Urbanisme

### Typologie
Au 1er janvier 2024, Alrance est catégorisée commune rurale à habitat très dispersé, selon la nouvelle grille communale de densité à 7 niveaux définie par l'Insee en 2022.
Elle est située hors unité urbaine et hors attraction des villes,.

### Occupation des sols

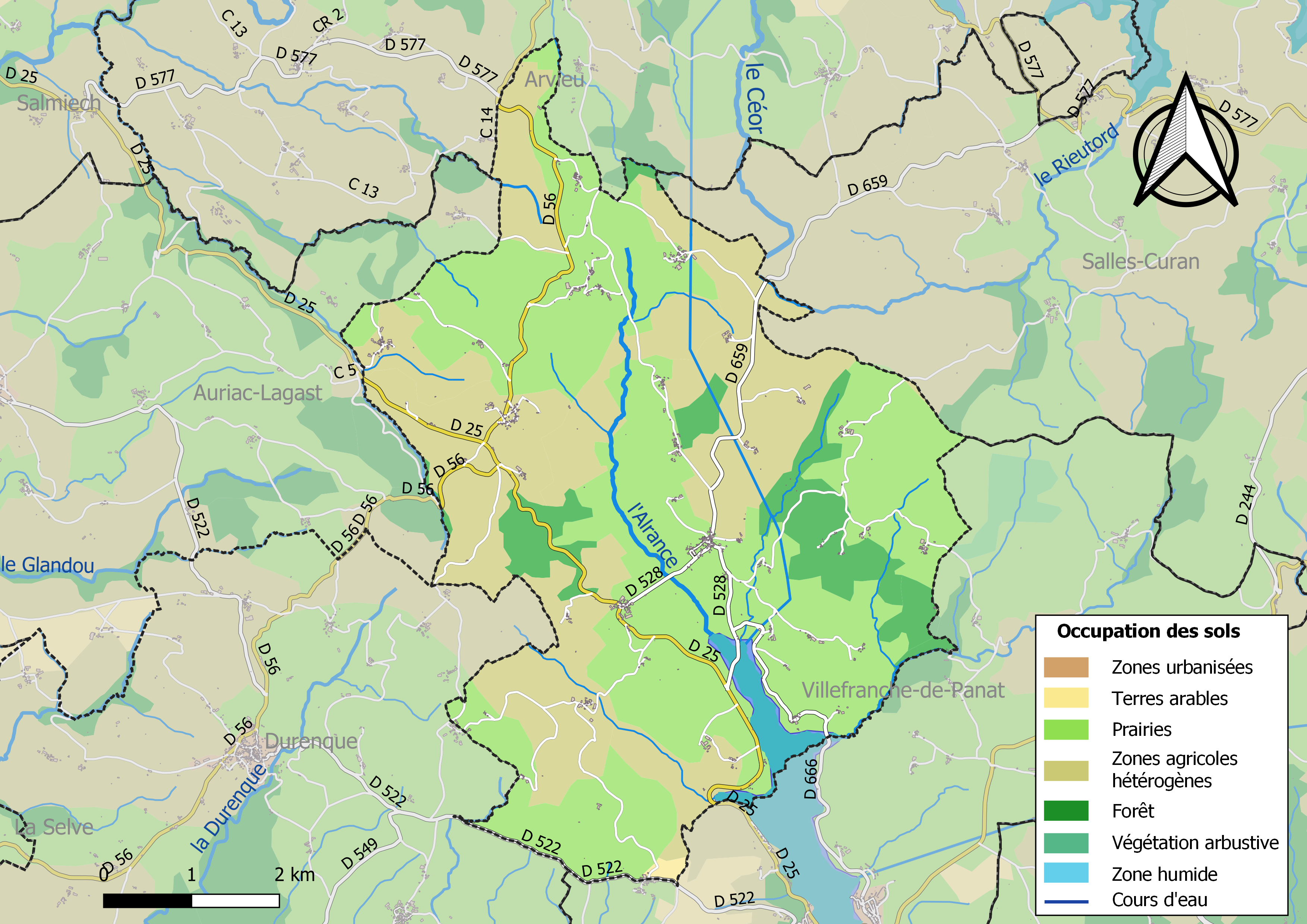
Infrastructures et occupation des sols de la commune d'Alrance.

L'occupation des sols de la commune, telle qu'elle ressort de la base de données européenne d’occupation biophysique des sols Corine Land Cover (CLC), est marquée par l'importance des territoires agricoles (89,7 % en 2018), une proportion sensiblement équivalente à celle de 1990 (90,4 %). La répartition détaillée en 2018 est la suivante : 
prairies (52,6 %), zones agricoles hétérogènes (36,8 %), forêts (8,5 %), eaux continentales (1,8 %), terres arables (0,3 %).

### Planification
La loi SRU du 13 décembre 2000 a incité fortement les communes à se regrouper au sein d’un établissement public, pour déterminer les partis d’aménagement de l’espace au sein d’un SCoT, un document essentiel d’orientation stratégique des politiques publiques à une grande échelle. La commune est dans le territoire du SCoT du Lévézou, prescrit en juin 2018. La structure porteuse est le Pôle d'équilibre territorial et rural du Lévézou, qui associe deux communautés de communes, dont la communauté de communes de Lévézou Pareloup, dont la commune est membre
En matière de planification, la commune ne disposait pas en 2017 de document d'urbanisme opérationnel et le règlement national d'urbanisme s'appliquait donc pour la délivrance des permis de construire.

### Hameaux
La commune compte de nombreux hameaux : L'Adrech, Bonneguide, Le Bousquet, Boussinesq, La Capelle-Farcel, La Coste, Fabrègues, Las Fénials, Flauvelou, Frétanels, Ginestous, Le Jouanesq, Lacan, Le Mas Nespoulous, Le Mas Viala, Montcouzac, Montplaisir, Nazareth, La Niade, Pentezac, Peyrebrune, Les Planals, La Rascagne, Le Rossignol, La Rouquette, Le Salès, La Vacaresse, Le Viala bas, le Viala haut, etc.

### Risques majeurs
Le territoire de la commune d'Alrance est vulnérable à différents aléas naturels : climatiques (hiver exceptionnel ou canicule), feux de forêts et séisme (sismicité très faible).
Il est également exposé à un risque particulier, le risque radon,.

#### Risques naturels
Le Plan départemental de protection des forêts contre les incendies découpe le département de l’Aveyron en sept « bassins de risque » et définit une sensibilité des communes à l’aléa feux de forêt (de faible à très forte). La commune est classée en sensibilité faible.
Les mouvements de terrains susceptibles de se produire sur la commune sont soit des mouvements liés au retrait-gonflement des argiles, soit des effondrements liés à des cavités souterraines. Le phénomène de retrait-gonflement des argiles est la conséquence d'un changement d'humidité des sols argileux. Les argiles sont capables de fixer l'eau disponible mais aussi de la perdre en se rétractant en cas de sécheresse. Ce phénomène peut provoquer des dégâts très importants sur les constructions (fissures, déformations des ouvertures) pouvant rendre inhabitables certains locaux. La carte de zonage de cet aléa peut être consultée sur le site de l'observatoire national des risques naturels Géorisques. Une autre carte permet de prendre connaissance des cavités souterraines localisées sur la commune.

#### Risque particulier
Dans plusieurs parties du territoire national, le radon, accumulé dans certains logements ou autres locaux, peut constituer une source significative d’exposition de la population aux rayonnements ionisants. Toutes les communes du département sont concernées par le risque radon à un niveau plus ou moins élevé. La commune d'Alrance est classée à risque moyen à élevé.

## Toponymie
En occitan, la commune se nomme Alrança.

## Histoire
En 1842, la commune d'Alrance est créée par démembrement du territoire de Villefranche-de-Panat.

Depuis 1951, la commune est bordée au sud par le lac de Villefranche-de-Panat.

## Politique et administration

### Découpage territorial
La commune d'Alrance est membre de la communauté de communes de Lévézou Pareloup, un établissement public de coopération intercommunale (EPCI) à fiscalité propre créé le 15 décembre 2000 dont le siège est à Salles-Curan. Ce dernier est par ailleurs membre d'autres groupements intercommunaux.
Sur le plan administratif, elle est rattachée à l'arrondissement de Millau, au département de l'Aveyron et à la région Occitanie. Sur le plan électoral, elle dépend du  canton de Raspes et Lévezou pour l'élection des conseillers départementaux, depuis le redécoupage cantonal de 2014 entré en vigueur en 2015, et de la troisième circonscription de l'Aveyron  pour les élections législatives, depuis le dernier découpage électoral de 2010.

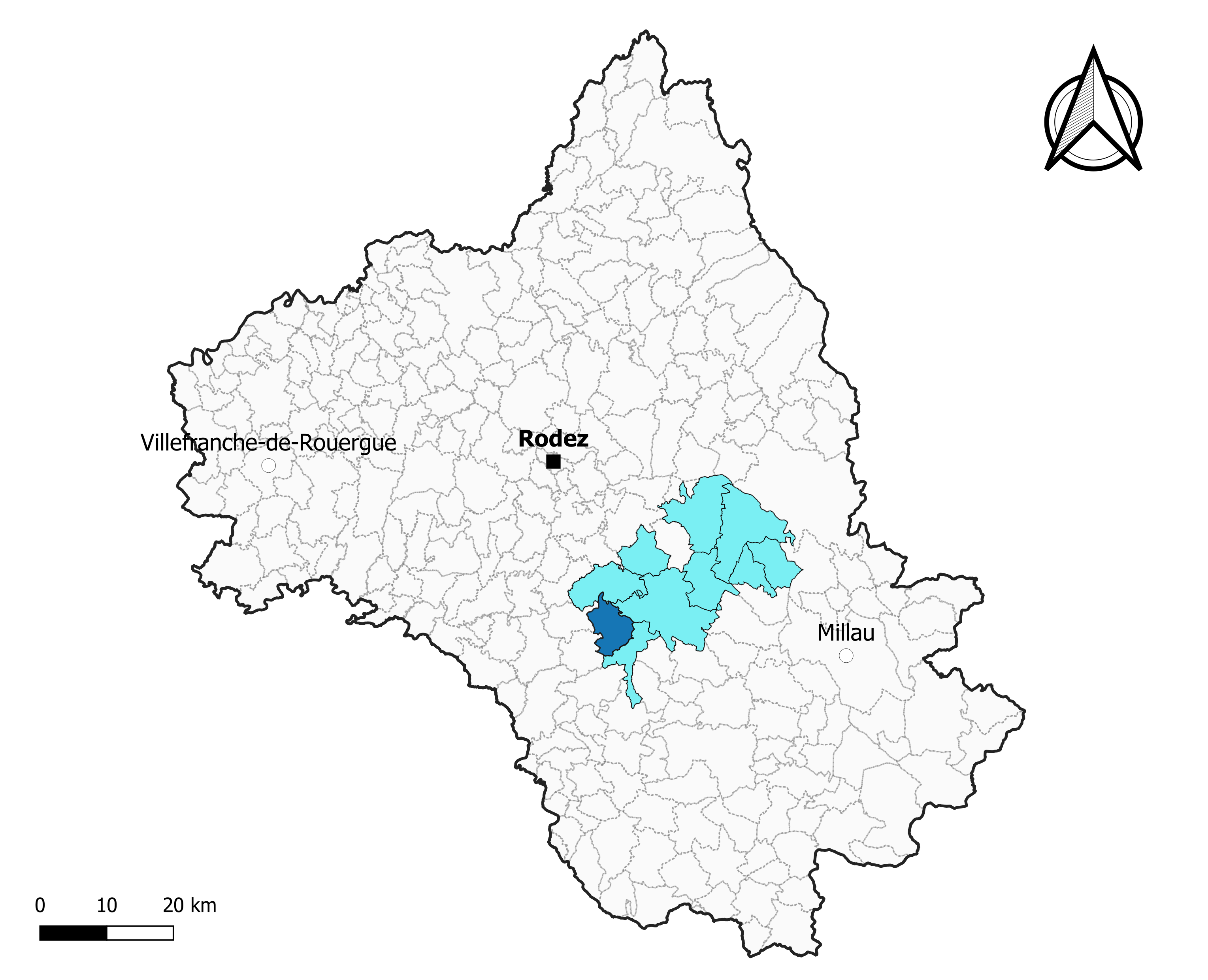
Alrance dans l'intercommunalité en 2020.
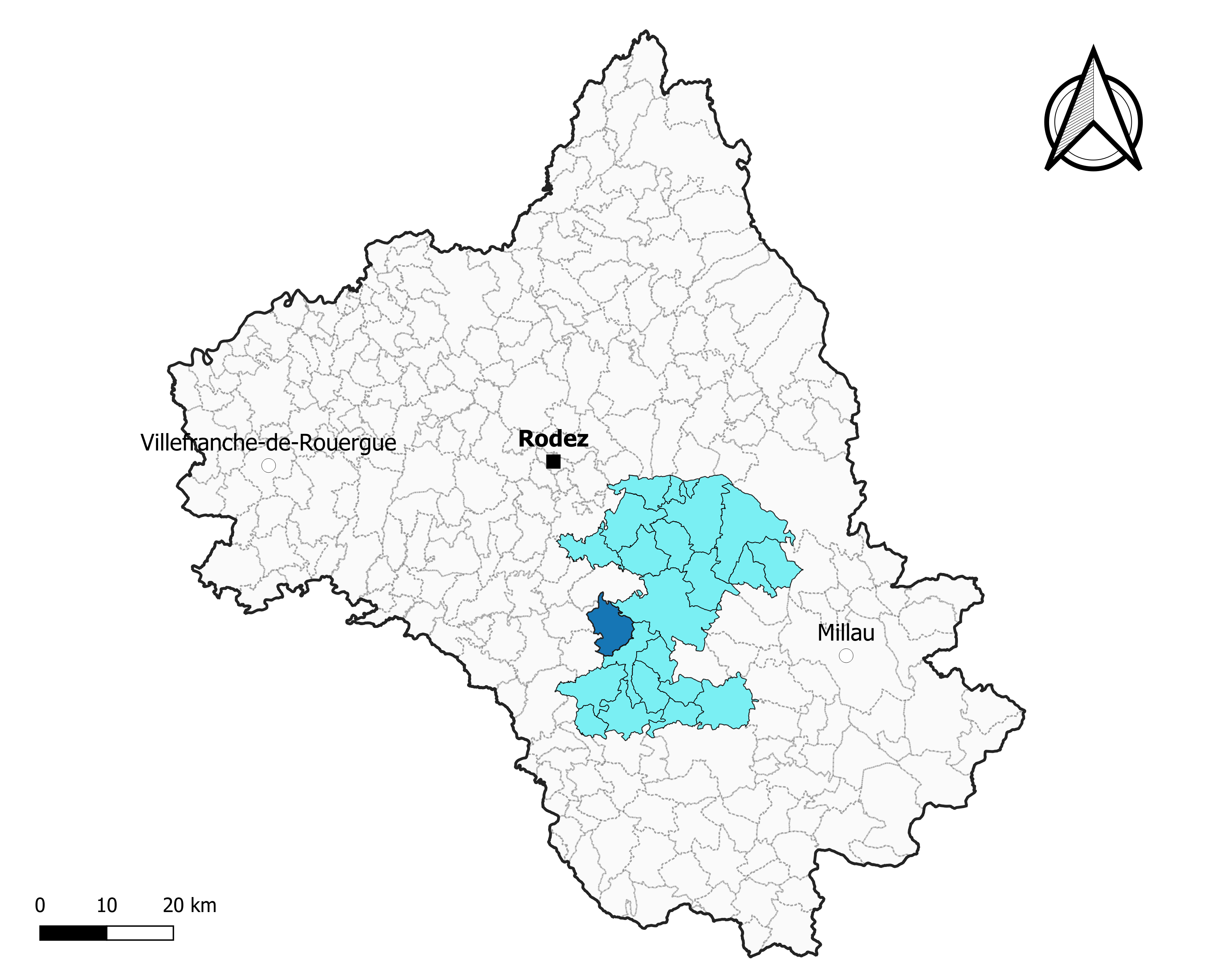
Alrance dans le canton de Raspes et Lévezou en 2020.
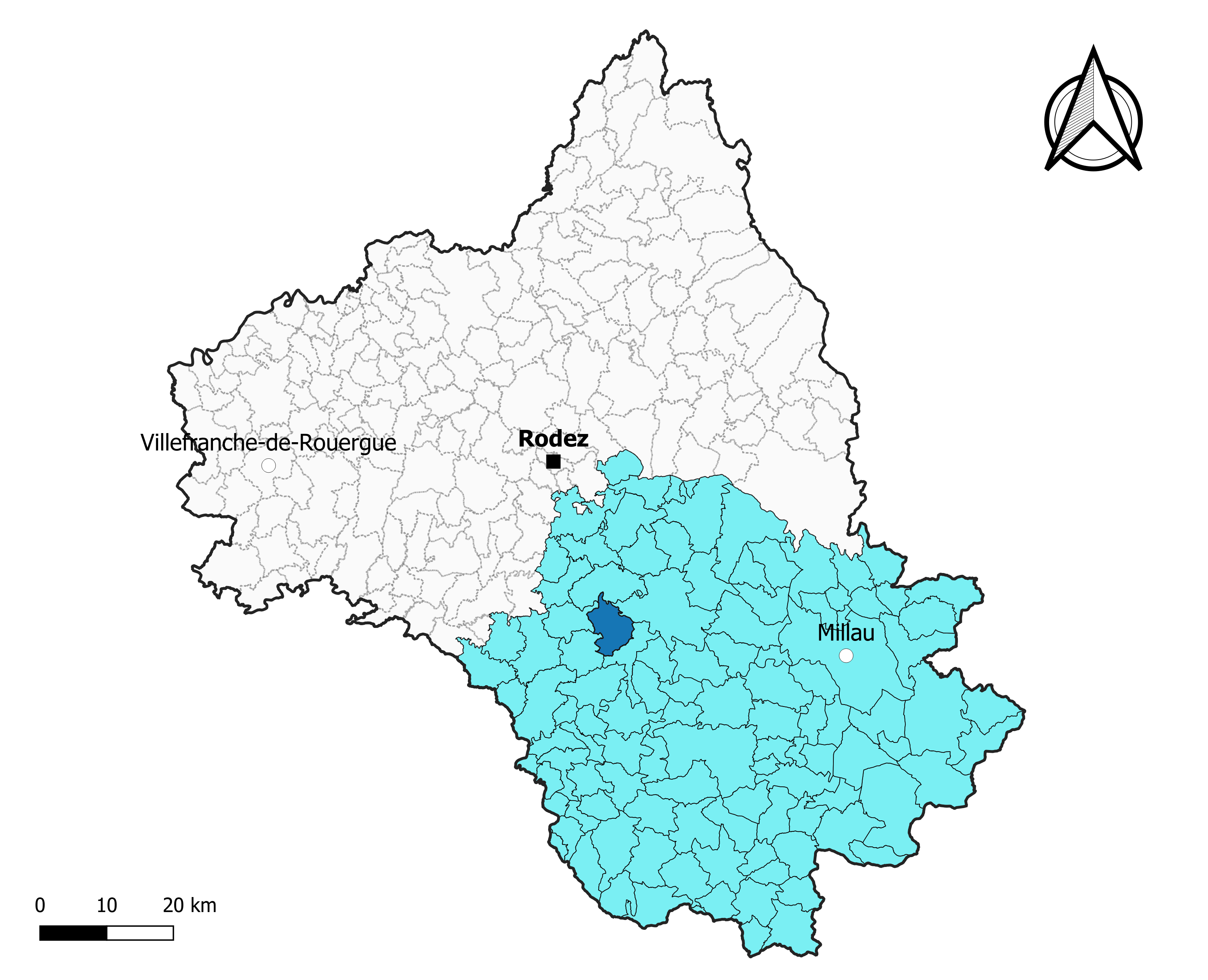
Alrance dans l'arrondissement de Millau en 2020.

### Élections municipales et communautaires

#### Élections de 2020
Le conseil municipal d'Alrance, commune de moins de 1 000 habitants, est élu au scrutin majoritaire plurinominal à deux tours avec candidatures isolées ou groupées et possibilité de panachage. Compte tenu de la population communale, le nombre de sièges à pourvoir lors des élections municipales de 2020 est de 11. La totalité des onze candidats en lice est élue dès le premier tour, le 15 mars 2020, avec un taux de participation de 75,08 %.
Bernard Cluzel est élu nouveau maire de la commune le 25 mai 2020.
Dans les communes de moins de 1 000 habitants, les conseillers communautaires sont désignés parmi les conseillers municipaux élus en suivant l’ordre du tableau (maire, adjoints puis conseillers municipaux) et dans la limite du nombre de sièges attribués à la commune au sein du conseil communautaire. Deux sièges sont attribués à la commune au sein de la communauté de communes de Lévézou Pareloup.

#### Liste des maires
| Période                                  | Période      | Identité            | Étiquette | Qualité                                                  |
| ---------------------------------------- | ------------ | ------------------- | --------- | -------------------------------------------------------- |
| 1844                                     | 1858         | Jean-Joseph Terral  |           |                                                          |
| 1859                                     | 1862         | Adrien Séguret      |           |                                                          |
| 1862                                     | 1865         | Jean-Joseph Terral  |           |                                                          |
| 1865                                     | juillet 1870 | Jean-Antoine Barthe |           | Propriétaire cultivateur                                 |
| juillet 1870                             | 1871         | François Gisquet    |           | Maire par intérim                                        |
| 1871                                     | janvier 1878 | Joseph Gayraud      |           |                                                          |
| janvier 1878                             | 1916         | Adolphe Gayraud     |           |                                                          |
| 1916                                     | 1919         | Léopold Galtier     |           |                                                          |
| 1919                                     | 1934         | Adolphe Gayraud     |           |                                                          |
| 1934                                     | 1953         | Paul Serin          | MRP       | Conseiller général du canton de Salles-Curan (1945-1951) |
| 1953                                     | 1959         | Gabriel Gintrand    |           |                                                          |
| 1959                                     | 1971         | Édouard Galtier     |           |                                                          |
| 1971                                     | 1977         | Auguste Fabre       |           |                                                          |
| 1977                                     | 2001         | Hubert Bonnefous    |           |                                                          |
| mars 2001                                | mars 2008    | Jacques Montrozier  | DVD       |                                                          |
| mars 2008                                | mai 2020     | Jean-Pierre Drulhe  |           | Agriculteur exploitant                                   |
| mai 2020                                 | En cours     | Bernard Cluzel,     |           | Ancien agriculteur exploitant                            |
| Les données manquantes sont à compléter. |              |                     |           |                                                          |

### Jumelage
- Percile (Italie)

## Démographie
L'évolution du nombre d'habitants est connue à travers les recensements de la population effectués dans la commune depuis 1846. Pour les communes de moins de 10 000 habitants, une enquête de recensement portant sur toute la population est réalisée tous les cinq ans, les populations de référence des années intermédiaires étant quant à elles estimées par interpolation ou extrapolation. Pour la commune, le premier recensement exhaustif entrant dans le cadre du nouveau dispositif a été réalisé en 2004.

En 2022, la commune comptait 333 habitants, en évolution de −7,76 % par rapport à 2016 (Aveyron : +0,37 %, France hors Mayotte : +2,11 %).
| 1846 | 1851  | 1856 | 1861 | 1866 | 1872 | 1876 | 1881 | 1886 |
| ---- | ----- | ---- | ---- | ---- | ---- | ---- | ---- | ---- |
| 987  | 1 023 | 990  | 992  | 942  | 974  | 906  | 994  | 998  |

| 1891 | 1896 | 1901 | 1906 | 1911 | 1921 | 1926 | 1931 | 1936 |
| ---- | ---- | ---- | ---- | ---- | ---- | ---- | ---- | ---- |
| 892  | 854  | 831  | 846  | 803  | 815  | 792  | 755  | 719  |

| 1946 | 1954 | 1962 | 1968 | 1975 | 1982 | 1990 | 1999 | 2004 |
| ---- | ---- | ---- | ---- | ---- | ---- | ---- | ---- | ---- |
| 676  | 731  | 702  | 625  | 550  | 528  | 468  | 417  | 389  |

| 2006 | 2009 | 2014 | 2019 | 2022 | - | - | - | - |
| ---- | ---- | ---- | ---- | ---- | - | - | - | - |
| 371  | 404  | 357  | 351  | 333  | - | - | - | - |

## Économie

### Revenus
En 2018  (données Insee publiées en septembre 2021), la commune compte 154 ménages fiscaux, regroupant 336 personnes. La médiane du revenu disponible par unité de consommation est de 17 710 € (20 640 € dans le département).

### Emploi
| Division       | 2008  | 2013  | 2018  |
| -------------- | ----- | ----- | ----- |
| Commune        | 3,7 % | 5,8 % | 5,2 % |
| Département    | 5,4 % | 7,1 % | 7,1 % |
| France entière | 8,3 % | 10 %  | 10 %  |

En 2018, la population âgée de 15 à 64 ans s'élève à 194 personnes, parmi lesquelles on compte 75,5 % d'actifs (70,3 % ayant un emploi et 5,2 % de chômeurs) et 24,5 % d'inactifs,. Depuis 2008, le taux de chômage communal (au sens du recensement) des 15-64 ans est inférieur à celui de la France et du département.
La commune est hors attraction des villes,. Elle compte 104 emplois en 2018, contre 105 en 2013 et 113 en 2008. Le nombre d'actifs ayant un emploi résidant dans la commune est de 140, soit un indicateur de concentration d'emploi de 74,4 % et un taux d'activité parmi les 15 ans ou plus de 50,5 %.
Sur ces 140 actifs de 15 ans ou plus ayant un emploi, 78 travaillent dans la commune, soit 55 % des habitants. Pour se rendre au travail, 52,5 % des habitants utilisent un véhicule personnel ou de fonction à quatre roues, 15,1 % s'y rendent en deux-roues, à vélo ou à pied et 32,4 % n'ont pas besoin de transport (travail au domicile).

### Activités hors agriculture
41 établissements sont implantés  à Alrance au 31 décembre 2019. Le tableau ci-dessous en détaille le nombre par secteur d'activité et compare les ratios avec ceux du département,.
| Secteur d'activité                                                                                        | Commune | Commune | Département |
| Secteur d'activité                                                                                        | Nombre  | %       | %           |
| --- | ------- | ------- | ----------- |
| Ensemble                                                                                                  | 41      |         |             |
| Industrie manufacturière, industries extractives et autres                                                | 21      | 51,2 %  | (17,7 %)    |
| Construction                                                                                              | 5       | 12,2 %  | (13 %)      |
| Commerce de gros et de détail, transports, hébergement et restauration                                    | 7       | 17,1 %  | (27,5 %)    |
| Information et communication                                                                              | 1       | 2,4 %   | (1,5 %)     |
| Activités immobilières                                                                                    | 1       | 2,4 %   | (4,2 %)     |
| Activités spécialisées, scientifiques et techniques et activités de services administratifs et de soutien | 3       | 7,3 %   | (12,4 %)    |
| Administration publique, enseignement, santé humaine et action sociale                                    | 1       | 2,4 %   | (12,7 %)    |
| Autres activités de services                                                                              | 2       | 4,9 %   | (7,8 %)     |

Le secteur de l'industrie manufacturière, des industries extractives et autres est prépondérant sur la commune puisqu'il représente 51,2 % du nombre total d'établissements de la commune (21 sur les 41 entreprises implantées  à Alrance), contre 17,7 % au niveau départemental.

### Agriculture
La commune est dans le Levezou, une petite région agricole située dans le centre de l'Aveyron et constituée d'un haut plateau cristallin. En 2020, l'orientation technico-économique de l'agriculture  sur la commune est l'élevage d'ovins ou de caprins.
|               | 1988  | 2000 | 2010 | 2020 |
| ------------- | ----- | ---- | ---- | ---- |
| Exploitations | 74    | 59   | 50   | 42   |
| SAU (ha)      | 2 959 | 2921 | 2984 | 3031 |

Le nombre d'exploitations agricoles en activité et ayant leur siège dans la commune est passé de 74 lors du recensement agricole de 1988  à 59 en 2000 puis à 50 en 2010 et enfin à 42 en 2020, soit une baisse de 43 % en 32 ans. Le même mouvement est observé à l'échelle du département qui a perdu pendant cette période 51 % de ses exploitations,. La surface agricole utilisée sur la commune a quant à elle augmenté, passant de 2 959 ha en 1988 à 3 031 ha en 2020. Parallèlement la surface agricole utilisée moyenne par exploitation a augmenté, passant de 40 à 72 ha.

## Culture locale et patrimoine

### Lieux et monuments
- Lac de Villefranche-de-Panat (centrale électrique et activités nautiques sur la commune).
- Église Saint-Georges d'Alrance.
- Église de l'Assomption de la Capelle Farcel.
- Tour de Peyrebrune (chapelle et restes d'un château).

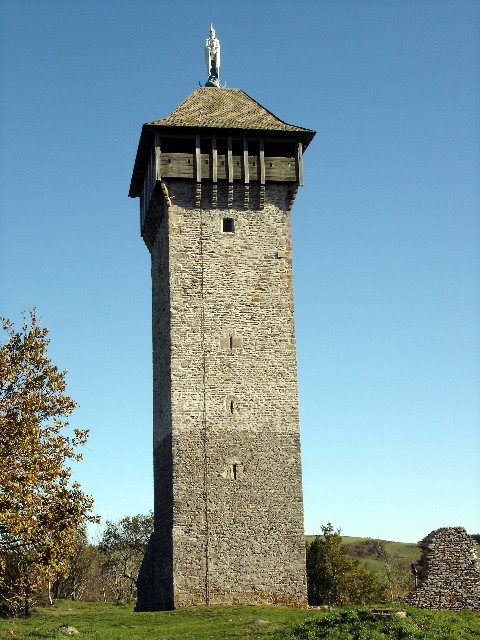
La tour de Peyrebrune.
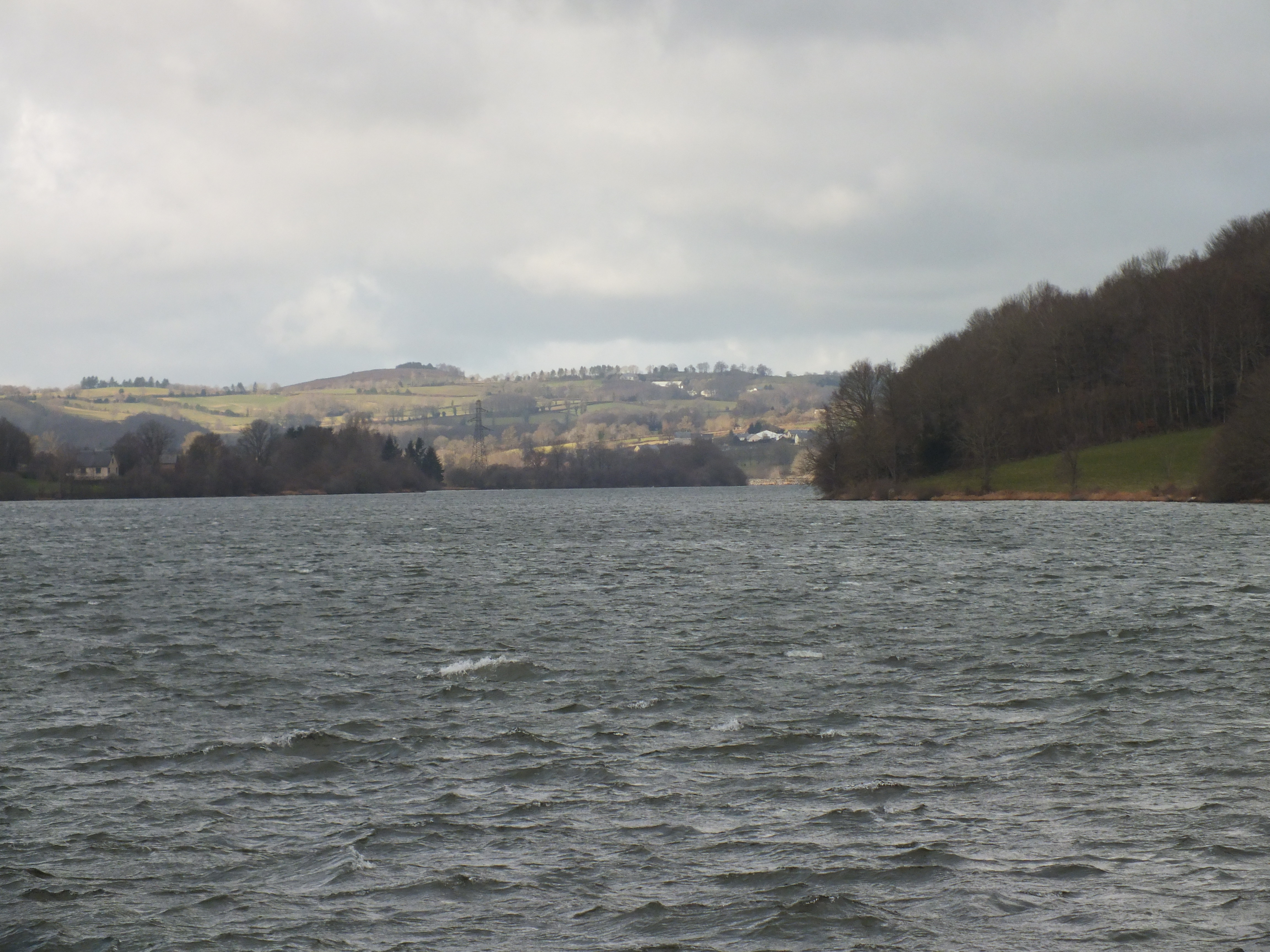
Lac de Villefranche-de-Panat.
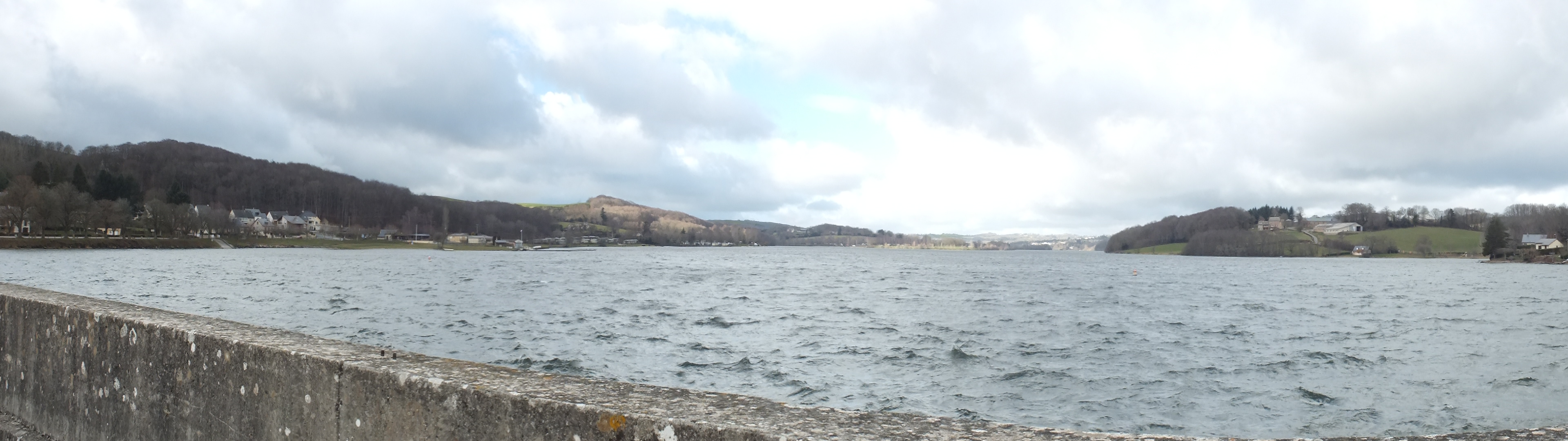
Lac de Villefranche-de-Panat.

### Personnalités liées à la commune
- Jean-Baptiste Angles (1865-1935), missionnaire au Japon.

## Pour approfondir